# Freies Silber

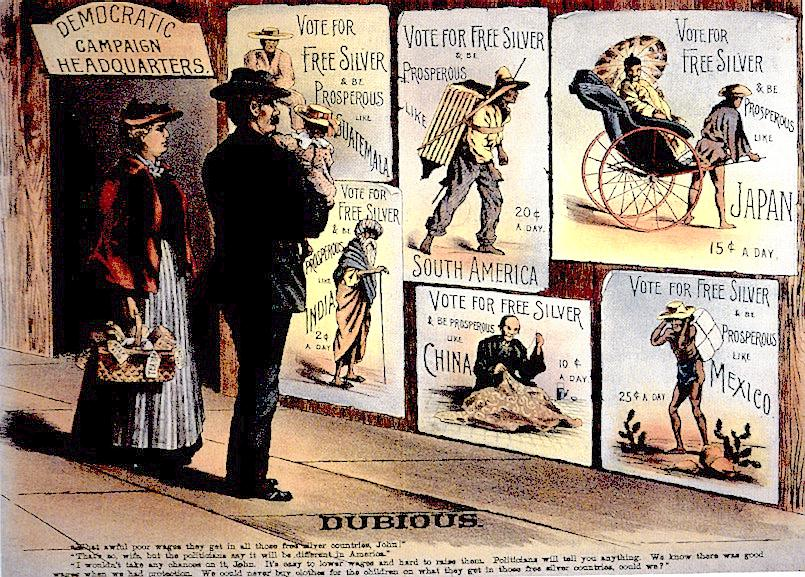
Plakat der Republikaner von 1896 mit Karikaturen zur Forderung nach freiem Silber

Free Silver (‚Freies Silber‘), also die Forderung nach freier Prägung von Silbermünzen, war eines der wichtigsten wirtschaftspolitischen Streitthemen in der Politik der Vereinigten Staaten am Ende des 19. Jahrhunderts. Die Befürworter der freien Münzprägung traten für eine expansive Geldpolitik ein. Dagegen stand die Anhängerschaft der genaueren Kontrolle der Geldmenge durch den Goldstandard. Die Unterstützer eines bimetallischen Geldsystems aus Gold- und Silbermünzen, die „Silberites“ genannt wurden, sprachen sich für die Prägung von Silbermünzen im Gewichts-Verhältnis von 16:1 aus. Der Wert des Goldes war zu dieser Zeit aber schon wesentlich höher, daher warnten die meisten Volkswirte davor, dass nach dem Gresham-Kopernikanischen Gesetz die weniger wertvolle Silbermünzen Gold im Zahlungsverkehr verdrängen würden.
Während alle darin übereinstimmten, dass ein erhöhtes Geldangebot zu einem Preisanstieg führen würde, stritt man um die Frage, ob diese inflationäre Tendenz nützlich sei oder nicht. Der Streit kulminierte zwischen 1893 und 1896, als die Wirtschaft durch eine schwere depressive Phase ging, die als „Panik von 1893“ in Erinnerung blieb. Sie war durch eine deutliche Deflation gekennzeichnet, hohe Arbeitslosigkeit in den Industriegebieten und eine große Belastung für die Landwirte.
Die Debatte sah im Nordosten die Vertreter des Goldstandards, meist Unternehmer aus den Bereichen Eisenbahnbau und produzierendes Gewerbe, dazu Geschäftsleute, die alle als Kreditgeber von der Deflation und der Rückzahlung in Golddollars profitierten. In den landwirtschaftlichen Regionen des Landes dagegen sahen die Landwirte eher einen Vorteil in höheren Preisen für ihre Erzeugnisse und in der Erleichterung der Kreditaufnahme. „Free silver“ war daher besonders populär in den westlichen Midlands und im Baumwollanbau des Südens. Dazu kamen die Silberminen des Westens. Farmer im Nordosten und im Maisgürtel waren weniger dem Silber zugetan.
„Free Silver“ war das Hauptthema der Demokraten während der Präsidentschaftswahlen von 1896 und 1900. Ihr Anführer, William Jennings Bryan, wurde mit seiner Cross-of-Gold-Rede berühmt, mit der er für das Silber eintrat. Auch die Populist Party unterstützte ihn 1896. Die Wahlniederlagen führten jedoch dazu, dass nach 1896 der Goldstandard landesweit akzeptiert wurde.
Der Streit dauerte letztlich bis 1913 an, als das Gesetz der Federal Reserve das Geldsystem der Vereinigten Staaten grundsätzlich erneuerte.

## Definitionen
Unter dem Goldstandard konnte jeder seine Goldbarren in Goldmünzen umwandeln lassen. Die Zielsetzung der Anhänger des freien Silbers forderten dasselbe für die Silbermünzen, obwohl der Nennwert der Münzen viel höher war als der Wert des Metalls.
So gesehen beruhte der Wert der Silbermünzen eher auf der Wertschöpfung der Regierung (Fiatgeld). Freie Münzprägung hätte damit zur Vergrößerung der Geldmenge und damit zur Inflation geführt.

## Reaktion

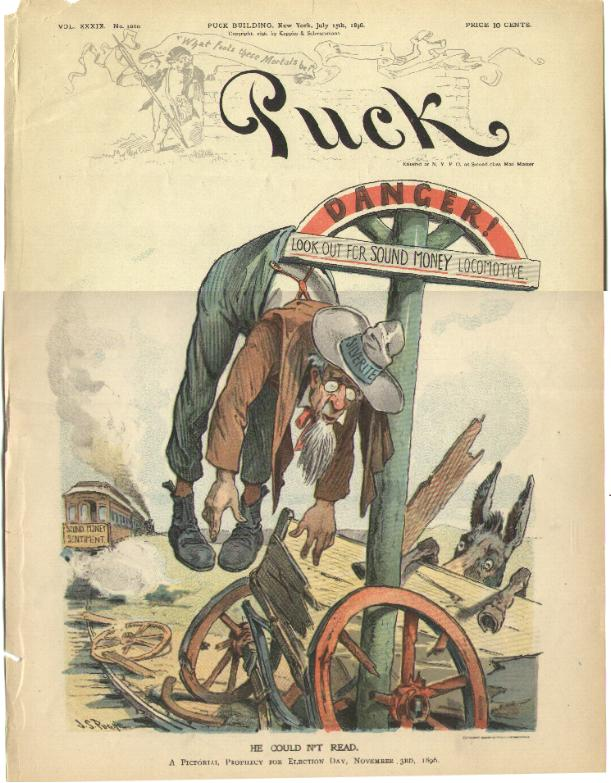
Karikatur aus Puck, die einen Farmer zeigt, der das freie Silber favorisiert, und einen Esel, dessen Wagen durch die „Lokomotive des gesunden Geldes“ zerstört wurde.

Viele populistische Organisationen waren für eine inflationäre Geldpolitik, da sie zur Entschuldung der Farmer beitragen würde. Nachteilig war die Entwicklung für Gläubiger.

## Höhepunkt

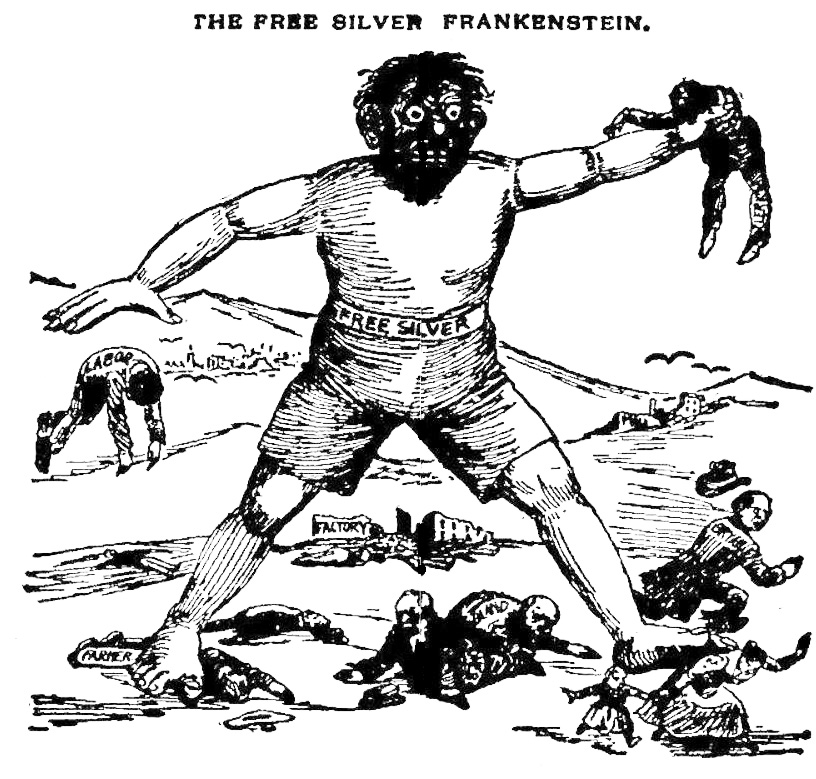
1896 wurde das Freie Silber mit Frankensteins Monster gleichgesetzt.

Die Populist Party befürwortete weitgehend das Freie Silber, sie verband sich mit den Demokraten, was diese von der Befürwortung des Goldstandards abbrachte. William Jennings Bryans, Präsidentschaftskandidat im Jahre 1896, wurde von den Populisten, den Silberrepublikanern und den meisten Demokraten unterstützt.
Streitpunkte waren Silber, Gold oder Papiergeld, das die Greenbacks als dritte Option befürworteten. Eine vierte Wahlmöglichkeit, Gelddeckung durch Land, wurde von Senator Leland Stanford befürwortet, aber vom Finanzausschuss des Senats immer zurückgewiesen.

## Bruderschaften des Freien Silbers
Drei Bruderschaften gewannen bis zur Mitte der 1880er Jahre immer weiter an Bedeutung und unterstützten ihr Anliegen im Wahlkampf von 1896.
Liste von Bruderschaften des Freien Silbers
- Freemen’s Protective Silver Federation – 1894 in Spokane, Washington gegründet.[5]
- Silver Knights of America – 1895 gegründet, aufgelöst nach 1896.[6]
- Patriots of America – 1895 von William Harvey gegründet.[7]

## Ergebnisse
Die urbane Wählerschaft, besonders die Deutschamerikaner, lehnten die Silberwährung ab, da sie zu höheren Preisen, Arbeitslosigkeit und Wirtschaftskrisen führen würde. Auch die Mischbetriebe der Landwirtschaft im Mittleren Westen und im Osten standen dagegen, nur die Baumwollplantagen des Südens und die Weizenbauern des Westens traten enthusiastisch für das Silber ein. Bryan versuchte 1900 erneut, das Thema auf die Agenda zu bringen, aber verlor nicht mehr als bisher. Als er das Thema fallen ließ, geriet es in Vergessenheit und konnte nicht mehr wiederbelebt werden.

## Symbolik
„Free Silver“ wurde immer mehr mit Populismus, Gewerkschaften und dem Kampf des einfachen US-Amerikaners gegen die Banken, die Monopolisten des Eisenbahnbaus und die Räuberbarone des Goldenen Zeitalters des Kapitalismus assoziiert. Man nannte es auch „People’s Money“ (im Gegensatz zur Goldwährung, die die Populisten als Geld der Ausbeutung und Unterdrückung kennzeichneten). William H. Harveys populäres Pamphlet Coin’s Financial School aus der Zeit nach der Panik von 1893, beschrieb die restaurativen Eigenschaften des Silbers: Durch die Devaluierung des Geldes würden geschlossene Fabriken wiedereröffnet, die alten Schornsteine würden wieder anfangen zu qualmen usw. Henry Demarest Lloyd dagegen wütete dagegen und schrieb: „The free silver movement is a fake. Free silver is the cow-bird of the reform movement. It waited until the nest had been built by the sacrifices and labor of others, and then it lay its own eggs in it, pushing out the others which lie smashed on the ground.“